# Gouvernement Haarde II
République d'Islande
Haarde I Sigurðardóttir I
Le gouvernement Haarde II (Önnur ríkisstjórn Geirs H. Haarde) est le gouvernement de la République d'Islande entre le 24 mai 2007 et le 26 janvier 2009.

## Coalition et historique

### Formation
Dirigé par le Premier ministre conservateur sortant Geir Haarde, il est soutenu par une grande coalition entre le Parti de l'indépendance (Sja) et l'Alliance (Sam), qui disposaient de 44 députés sur 63 à l’Althing, soit 69,8 % des sièges.
Il succède au gouvernement Haarde I, formé d'une alliance de centre droit entre le Sja et le Parti du progrès (Fram). Cette coalition a pourtant remporté les élections législatives du 12 mai 2007, mais avec seulement un siège de majorité. Haarde a alors décidé de se tourner vers les sociaux-démocrates afin de former un second cabinet disposant d'une assise parlementaire plus large.

### Succession
Il a été contraint à la démission le 26 janvier 2009, à la suite des conséquences de la crise bancaire et budgétaire dont l'Islande était alors victime, et a été remplacé par le premier cabinet de Jóhanna Sigurðardóttir, constitué d'une coalition minoritaire entre la Sam et le Mouvement des verts et de gauche (Vg).

## Composition

### Initiale (24 mai 2007)
| Fonction                                               | Titulaire | Titulaire                      | Parti |
| ------------------------------------------------------ | --------- | ------------------------------ | ----- |
| Premier ministre                                       |           | Geir Haarde                    | Sja   |
| Ministre des Finances                                  |           | Árni Mathiesen                 | Sja   |
| Ministre des Affaires étrangères                       |           | Ingibjörg Sólrún Gísladóttir   | Sam   |
| Ministre des Communications                            |           | Kristján Möller                | Sam   |
| Ministre du Commerce                                   |           | Björgvin G. Sigurðsson         | Sam   |
| Ministre de l'Éducation                                |           | Þorgerður Katrín Gunnarsdóttir | Sja   |
| Ministre de la Justice et des Affaires ecclésiastiques |           | Björn Bjarnason                | Sja   |
| Ministre de l'Agriculture Ministre de la Pêche         |           | Einar Kristinn Guðfinnsson     | Sja   |
| Ministre de l'Industrie                                |           | Össur Skarphéðinsson           | Sam   |
| Ministre des Affaires sociales                         |           | Jóhanna Sigurðardóttir         | Sam   |
| Ministre de l'Environnement                            |           | Þórunn Sveinbjarnardóttir      | Sam   |
| Ministre de la Santé et de la Sécurité sociale         |           | Guðlaugur Þór Þórðarson        | Sja   |

### Changements du1erjanvier 2008
- Les nouveaux ministres sont indiqués en gras, ceux ayant changé d'attributions en italique.

| Fonction                                                 | Titulaire | Titulaire                      | Parti |
| -------------------------------------------------------- | --------- | ------------------------------ | ----- |
| Premier ministre                                         |           | Geir Haarde                    | Sja   |
| Ministre des Finances                                    |           | Árni Mathiesen                 | Sja   |
| Ministre des Affaires étrangères                         |           | Ingibjörg Sólrún Gísladóttir   | Sam   |
| Ministre des Communications                              |           | Kristján Möller                | Sam   |
| Ministre du Commerce                                     |           | Björgvin G. Sigurðsson         | Sam   |
| Ministre de l'Éducation                                  |           | Þorgerður Katrín Gunnarsdóttir | Sja   |
| Ministre de la Justice et des Affaires ecclésiastiques   |           | Björn Bjarnason                | Sja   |
| Ministre de la Pêche et de l'Agriculture                 |           | Einar Kristinn Guðfinnsson     | Sja   |
| Ministre de l'Industrie                                  |           | Össur Skarphéðinsson           | Sam   |
| Ministre des Affaires sociales et de la Sécurité sociale |           | Jóhanna Sigurðardóttir         | Sam   |
| Ministre de l'Environnement                              |           | Þórunn Sveinbjarnardóttir      | Sam   |
| Ministre de la Santé                                     |           | Guðlaugur Þór Þórðarson        | Sja   |